# 卷柏秃壳炱
卷柏秃壳炱（学名：Irenina selaginellae）是属于小煤炱目小煤炱科秃壳炱属的一种真菌，寄生在卷柏科植物上。该种分布于台湾。